# Cintilla iliotibial
La cintilla iliotibial es una estructura tendinosa plana que resulta del engrosamiento a nivel lateral de la fascia lata, formando una banda longitudinal que desciende a lo largo del borde lateral de la extremidad inferior, desde el tubérculo de la cresta del ilion hasta su inserción ósea justo por debajo en el cóndilo tibial lateral. La cintilla iliotibial es más prominente cuando la rodilla esta completamente extendida. En esta posición, el borde anterior de la cintilla eleva un pliegue vertical bien definido de piel por detrás del borde lateral de la rótula. Tiene dos funciones, ayuda a mantener la pierna en extensión y estabiliza la cadera.

### Relaciones anatómicas
- El músculo tensor de la fascia lata está parcialmente rodeado por las caras superior y anterior de la cintilla iliotibial y se inserta en ellas[1]
- La mayor parte del músculo glúteo mayor se inserta en la cara posterior de la cintilla iliotibial[1]

### Síndrome de la cintilla iliotibial
El síndrome de cintilla iliotibial o síndrome del corredor resulta ser la segunda patología más frecuente entre los corredores. Su principal síntoma es un dolor en la parte externa de la rodilla.